# زیردریایی یو-۲۶۵
زیردریایی یو-۲۶۵ (به انگلیسی: German submarine U-265) یک زیردریایی بود که طول آن ۶۷٫۱ متر (۲۲۰ فوت ۲ اینچ) بود. این زیردریایی در سال ۱۹۴۲ ساخته شد.